# 盧卡斯鎮區 (阿肯色州克里坦登縣)
盧卡斯鎮區（英語：Lucas Township）是位於美國阿肯色州克里坦登縣的一個行政鎮區。

## 地方資料
盧卡斯鎮區的面積為186.10平方千米，當中陸地面積為151.09平方千米，而水域面積為35.01平方千米。根據2010年美國人口普查的數據，當地共有人口657人，而人口密度為每平方千米3.53人。